# Іграшки долі (фільм, 1918)
«Іграшки долі» (англ. Toys of Fate) — американська драма режисера Джорджа Д. Бейкера 1918 року.

## Сюжет
Циганка, чия мати наклала на себе руки, будучи спокушеною і покинутою багатим чоловіком, знаходить себе через двадцять років, під впливом залицянь того же чоловіка.

## У ролях
- Алла Назімова — Цора / Хага
- Чарльз Брайант — Генрі Лівінгстон
- Ірвінг Каммінгс — Грегго
- Едвард Коннеллі — Говард Белмонт
- Додсон Мітчелл — Брюс Грісволд
- Френк Куррьє — Фарос
- Ніла Мак — Бланш Грісволд